# Galerie Agathe Gaillard
La Galerie Agathe Gaillard è una galleria d'arte fotografica, pioniera nella stampa fotografica d'autore, cioè ha contribuito in maniera rilevante a creare un solido mercato internazionale alla stampa fotografica che fino agli anni '60-'70 del XX secolo praticamente non aveva alcun valore e che dopo 40 anni è diventato un bene del collezionismo mondiale.
Si trova nel 4º arrondissement di Parigi nel cuore del quartiere del Marais.

## Storia
Il 10 giugno 1974, Agathe Gaillard prende in uso i locali appartenenti al Comune di Parigi per aprire una galleria dedicata alla fotografia, incoraggiata anche dai suoi amici fotografi Jean-Philippe Charbonnier, Henri Cartier-Bresson, André Kertész, Édouard Boubat, Robert Doisneau.

Lo scopo è quello di costruire il percorso per far raggiungere anche alla fotografia lo stesso status dell'arte contemporanea, come un'arte specifica. La prima mostra fu quella di Ralph Gibson nel 1975.
Attraverso le numerose mostre, che nei decenni della galleria da lei gestita con i fotografi più importanti che lei conosceva o che le venivano presentati o di cui aveva preso visione del loro lavoro, ha contribuito a creare numerose collezioni private e pubbliche.
Nel 2015 presenta tre giovani autori emergenti che lavorano in bianconero: Juliette Diemer, Hervé Baudat e Céline Vomièro. Il fatto però è che già si è sparsa la voce che presto potrebbe lasciare la galleria.
Infatti due anni dopo accoglie nella sua galleria la mostra del vincitore del Prix Henri-Cartier-Bresson nel 2015, Claude Iverné, e nello stesso anno la galleria viene acquistata dal banchiere David Azéma, il quale, nel 2020, le cambia il nome in "La Galerie Rouge" per via della pittura rosso vermiglio della facciata.

## Fotografi esposti in galleria da Agathe Gaillard dal 1975 al 2017
- Hervé Baudat
- Arnaud Baumann
- Édouard Boubat
- Bill Brandt
- Henri Cartier-Bresson
- Toni Catany
- Jean-Philippe Charbonnier
- Luc Choquer
- Gilles Dacquin
- Robert Doisneau
- Juliette Diemer
- Harold Eugene Edgerton
- Sandra Eleta
- Jean-Pierre Evrard
- Bernard Faucon
- Louis Faurer
- Gisèle Freund
- Ralph Gibson
- Thierry Girard
- Patricia de Gorostarzu
- Florence Gruère
- Hervé Guibert
- Bernard Guillot
- Jean-Pierre Haigneré
- Izis
- André Kertész
- Roland Laboye
- Erica Lennard
- Don McCullin
- Fernand Michaud
- Arno Rafael Minkkinen
- Pierre Molinier
- Marie-Paule Nègre
- Pierre Reimer
- Marc Riboud
- Willy Rizzo
- Tomio Seike
- Jérôme Soret
- Jean-François Spricigo
- Jean-Louis Swiners
- Peter Turnley
- Ed van der Elsken
- Céline Vomièro
- Hugues de Wurstemberger